# Orioł (Kraj Permski)
Orioł (ros. Орёл) – osiedle w Rosji, w Kraju Permskim, w rejonie usolskim. W 2021 liczyło 1556 mieszkańców.